# Vjatjeslava av Novgorod
Vjatjeslava av Novgorod (polska: Wierzchosława nowogrodzka), född 1125, död 1162, var en hertiginna av Polen, gift med hertig Boleslav IV av Polen. 